# Ministerstvo zahraničních věcí Černé Hory
Ministerstvo zahraničních věcí Černé Hory (černohorsky: Министарство иностраних послова Републике Црне Горе, Ministarstvo inostranih poslova Republiky Crne Gore /MIPRCG) je jednou z nejdůležitějších složek Vlády Černé Hory pro oblast zahraniční politiky Černé Hory.

## Informace
Založeno bylo v roce 1831 v Cetinje v dobách Černohorského knížectví.
Černohorské ministerstvo zahraničních věcí sídlí v hlavním městě Podgorice na ulici Stanka Dragojevića v čísle 2.